# Serafim II de Constantinopla
Serafim II de Constantinopla (em grego: Σεραφεὶμ Β´; m. 7 de dezembro de 1779), dito Anina, foi patriarca ecumênico de Constantinopla entre 1757 e 1761.

## História
Serafim nasceu em Delvinë, no sul da moderna Albânia, filho de pais gregos no final do século XVII. Foi bispo metropolitano de Filipópolis antes de ser eleito patriarca em 22 de julho de 1757.
Em 1759, Serafim patrocinou a introdução da festa de Santo André em 30 de novembro e convidou o acadêmico Eugênio Voulgaris para liderar as reformas na Academia Patriarcal. Durante seu mandato, Eugênio, influenciado pelos ideais pró-Rússia de Serafim, contribuiu para a reaproximação do Império Russo com o Patriarcado Ecumênico de Constantinopla. Em 1760, Serafim concedeu a primeira permissão para que Cosme da Etólia começasse as suas viagens missionárias pelas vilas da Trácia.
Por causa de sua interferência com a Rússia, Serafim II foi deposto em 26 de março de 1761, exilado em Monte Atos e substituído pelas autoridades otomanas por Joanício III. Em Monte Atos, Serafim reconstruiu uma antiga casa monástica e dedicou-a a Santo André, uma casa que finalmente tornar-se-ia o Skete de Santo André. 
Na política, Serafim apoiou o Império Russo durante a Guerra russo-otomana de 1768-1774 e a fundação de um estado ortodoxo pró-Rússia nos Bálcãs. Em 1769, ele urgiu a população grega a se revoltar contra os otomanos. Depois do fracasso desta revolta, em 1776, Serafim fugiu para a Ucrânia, onde morreu em 7 de dezembro de 1779 e foi sepultado no Mosteiro de Mhar.